# Barrage de Baglihar
 (janvier 2016).
Si vous disposez d'ouvrages ou d'articles de référence ou si vous connaissez des sites web de qualité traitant du thème abordé ici, merci de compléter l'article en donnant les références utiles à sa vérifiabilité et en les liant à la section « Notes et références ».
Le barrage de Baglihar (en Hindi: बगलिहार बाँध, Baglihār Bāndh) est un barrage dans le Jammu-et-Cachemire en Inde sur la Chenab. Il est associé à une centrale hydroélectrique de 900 MW. Sa construction a démarré en 1999 et s'est terminée en 2008, il a coûté 1,9 milliard de dollars.
Le gouvernement pakistanais considère que la construction de ce barrage viole le traité des eaux de l'Indus.

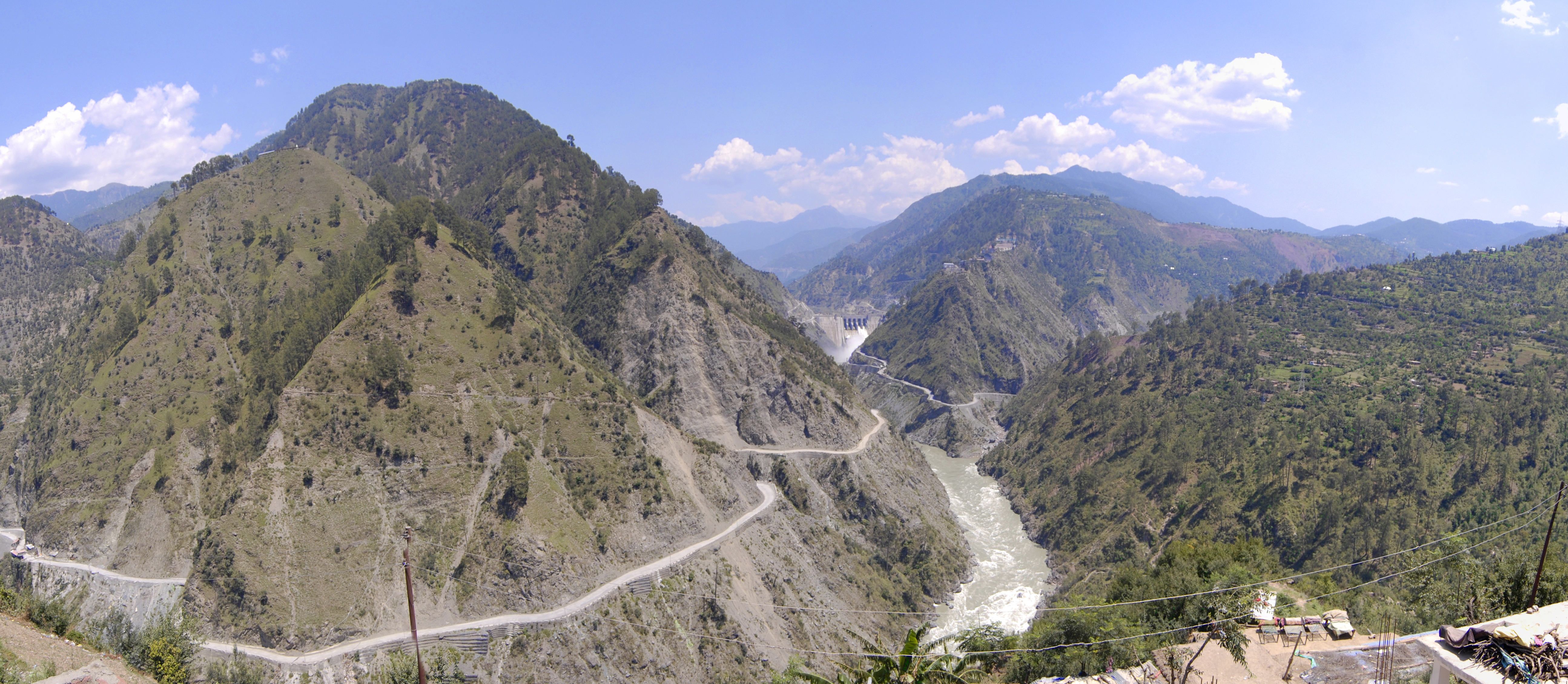
Panorama du Chenab, le barrage de Baglihar est situé en arrière-plan.